# Gedenkmedaille aus Anlass der Waldbrandkatastrophe im August 1975
Die Gedenkmedaille aus Anlass der Waldbrandkatastrophe im August 1975 ist eine Auszeichnung des Bundeslandes Niedersachsen. Ihre Stiftung erfolgte am 3. November 1975 durch den damaligen Minister des Innern Rötger Groß unter den Ministerpräsidenten Alfred Kubel im Gedenken an die Hilfeleistung bei der Waldbrandkatastrophe im August 1975, von der die Landkreise Celle, Gifhorn und Lüchow-Dannenberg in Niedersachsen betroffen waren. 

## Verleihungsbedingungen

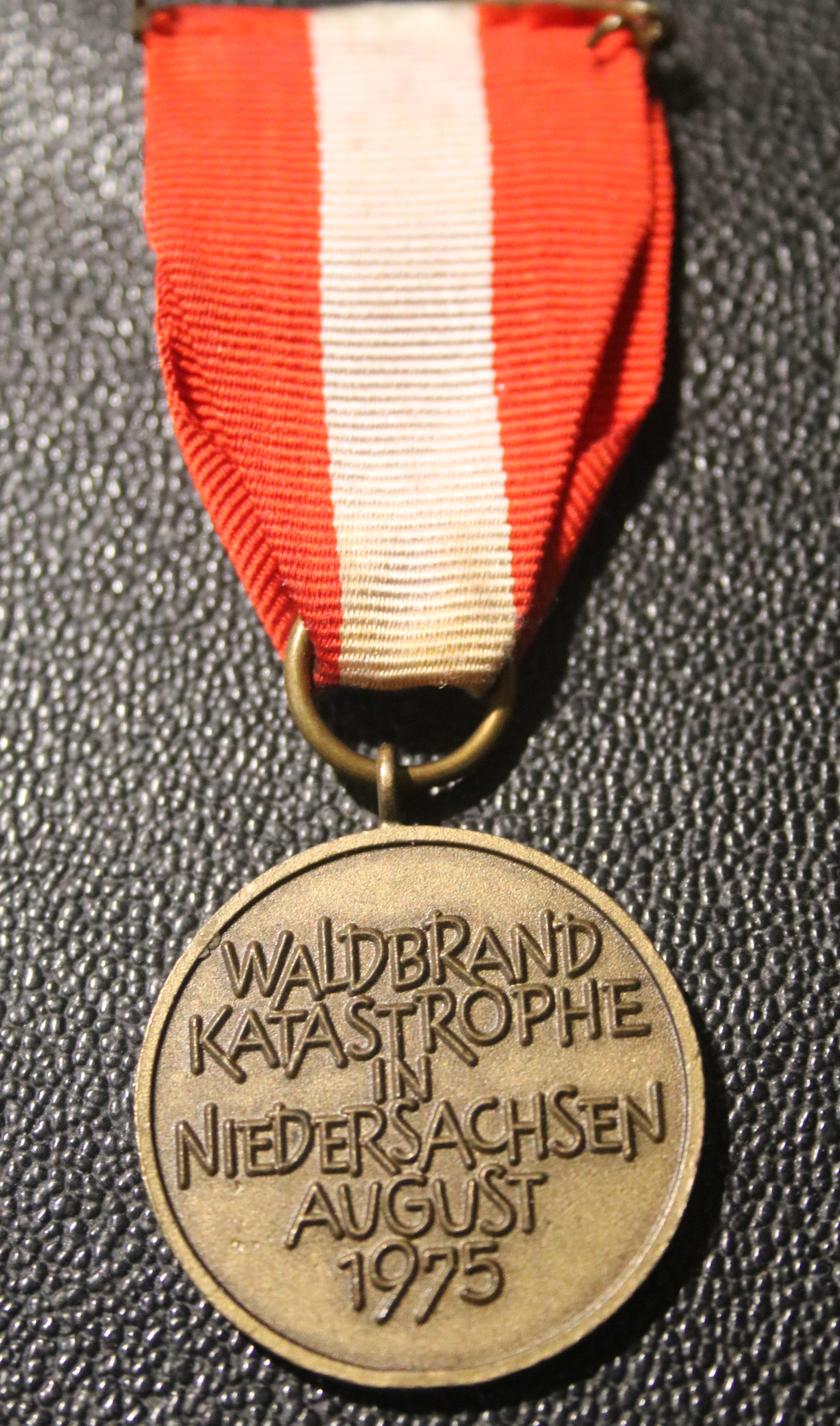
Vorderseite

Die Verleihung der Medaille erfolgte an alle, die bei der Brandbekämpfung tätige Hilfe geleistet hatten sowie an diejenigen, die durch ihren Einsatz ihr Leben verloren. Im konkreten erfolgte die Verleihung dabei für den persönlichen Einsatz in der Brandbekämpfung, die im sachlichen und zeitlichem Zusammenhang mit der Waldbrandkatastrophe stand. Die Gedenkmedaille wurde dabei grundsätzlich für einen ganztägigen Einsatz verliehen, wobei eine kürzere Hilfeleistung ebenfalls ausreichend war, wenn diese nach der Art der Umstände des Einsatzes die Verleihung der Medaille rechtfertigte. Ferner konnte die Medaille auch an Personen verliehen werden, die gegen Entgelt im Einsatz gestanden hatten (Polizei, Berufsfeuerwehren usw.), wenn diese Helfer im Einsatz über ihre normalen Dienstpflichten hinaus agiert hatten.

## Verfahrensregeln
Bei der Stiftung der Gedenkmedaille wurde von rund 25.000 bis 30.000 Empfängern, vorwiegend Feuerwehrangehörige, ausgegangen. Die Vorschlagestelle, welche zur Verleihung der Gedenkmedaille führen sollte, lag beim Regierungspräsidenten in Lüneburg. Dieser konnte auch veranlassen, dass Organisationen mit Sitz außerhalb des Landes Niedersachsen, die an der Brandbekämpfung teilgenommen hatten, ihm ihre Anregungen für die Verleihung der Gedenkmedaille einreichten. Anschließend prüfte der Regierungspräsident die Anregungen auf offensichtliche Mängel und reichte die Verleihungsvorschläge sodann dem Minister des Innern des Landes Niedersachsen listenmäßig in dreifacher Ausfertigung weiter. Der Minister des Innern teilte sodann dem Regierungspräsidenten die Namen der Helfer mit, die mit der Medaille geehrt werden sollen. Die Medaillen nebst Formblätter für die Besitzurkunden gingen den Regierungspräsidenten zusammen mit den Namenslisten zu, welcher die Aushändigung der Medaillen und Urkunden abschließend veranlasste. Für postume Verleihungen war ein gesonderter Vorschlag einzureichen. Die Verleihungen erfolgten in den Jahren 1977 und 1978.

## Aushändigung
Die Medaillen wurden im Namen des Ministerpräsidenten durch den Regierungspräsidenten oder den von ihn ermächtigten Stellen dem Beliehenen nebst Besitzurkunde überreicht. Die Medaille ging dabei in das Eigentum des Beliehenen über. Die Aushändigung von postumen Verleihungen erfolgte dabei an die Hinterbliebenen.

## Aussehen und Trageweise

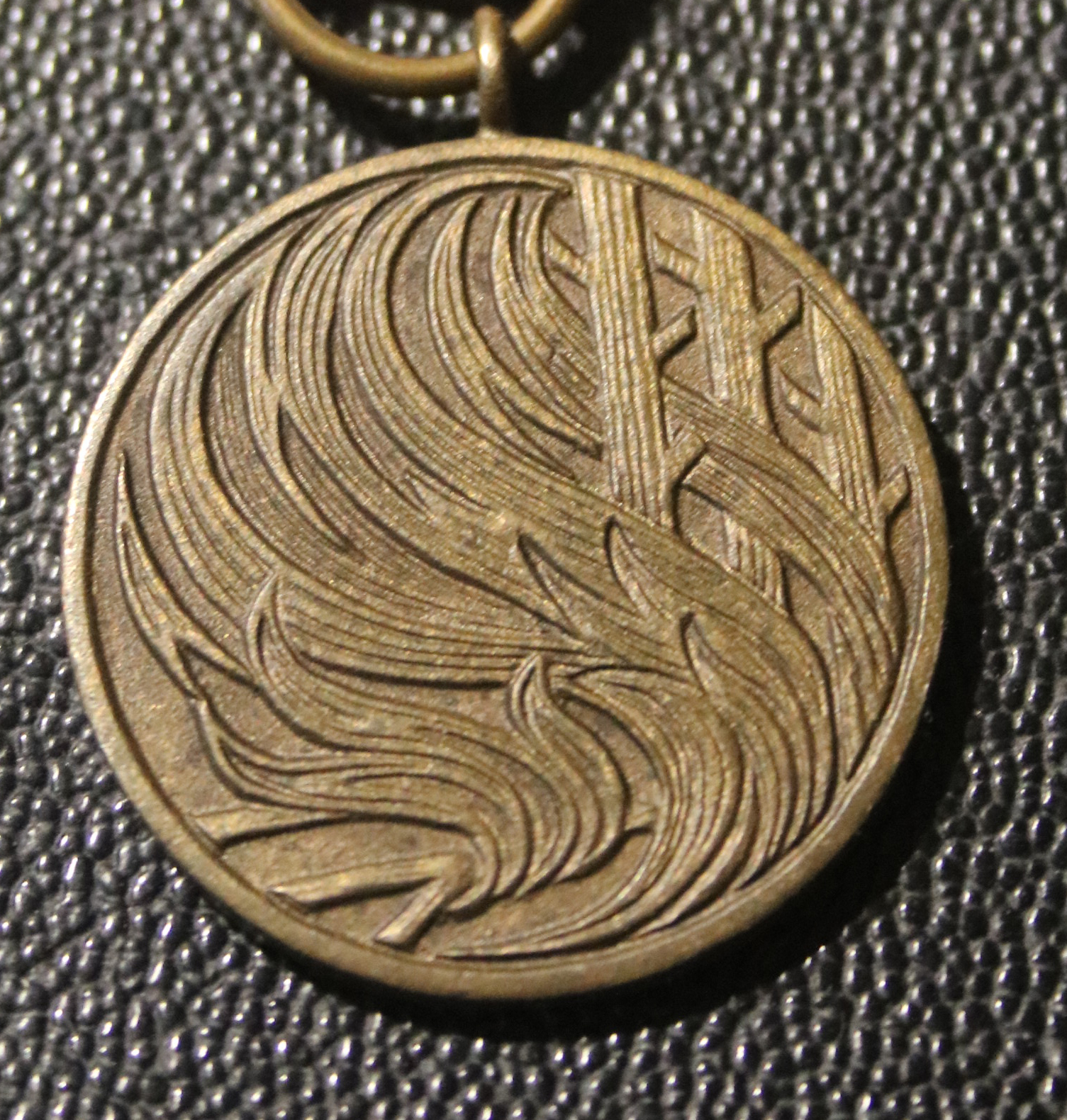
Rückseite

Die bronzene 40 mm durchmessende Medaille zeigt auf ihrem Avers Flammen, die um mehrere Baumstämme lodern. Das Revers zeigt dagegen mittig die sechszeilige Inschrift: WALDBRAND / KATASTROPHE / IN / NIEDERSACHSEN / AUGUST / 1975 . Getragen wird die Medaille an der linken Brustseite des Beliehenen an einem rot-weiß-roten Bande.